# Alex Ducas
Alexander "Alex" Ducas (Geraldton, Australia Occidental, 11 de diciembre de 2000) es un baloncestista australiano que pertenece a la plantilla de los Oklahoma City Thunder de la NBA, con un contrato dual que le permite además jugar con su filial en la G League, los Oklahoma City Blue. Con 2,01 metros de estatura, juega en la posición de escolta.

## Trayectoria deportiva

### Primeros años
En 2016 debutó con los Geraldton Buccaneers en la State Basketball League (SBL), una competición semiprofesional, con un promedio de 2,27 puntos en 22 partidos. Al año siguiente jugó además cinco partidos con el programa de formación BA Centre of Excellence, que compite en la South East Australian Basketball League, y durante dos temporadas alternaría sus apariciones entre ambos equipos. En 2019 acabó promediando 21,8 puntos, 3,6 rebotes, 1,4 asistencias y 1,0 robos por partido para el Centre of Excellence.

### Universidad
Jugó cinco temporadas con los Gaels del Saint Mary's College de California, en las que promedió 9,0 puntos, 4,0 rebotes y 1,0 asistencias por partido. Acabó su participacón con el equipo con segundo máximo anotador de triples de la historia de los Gaels. con 278. Fue incluido en 2022 y 2024 en el segundo mejor quinteto de la West Coast Conference.

#### Estadísticas
| Año     | Equipo       | PJ  | PT  | MPP  | %TC  | %3P  | %TL  | RPP | APP | ROB | TPP | PPP  |
| ------- | ------------ | --- | --- | ---- | ---- | ---- | ---- | --- | --- | --- | --- | ---- |
| 2019–20 | Saint Mary's | 33  | 11  | 15.1 | .478 | .414 | .750 | 2.2 | 0.4 | 0.3 | 0.0 | 3.6  |
| 2020–21 | Saint Mary's | 14  | 9   | 22.0 | .413 | .328 | .842 | 4.4 | 0.5 | 0.5 | 0.1 | 7.9  |
| 2021–22 | Saint Mary's | 34  | 34  | 29.8 | .409 | .387 | .820 | 3.7 | 0.9 | 0.9 | 0.2 | 10.3 |
| 2022–23 | Saint Mary's | 35  | 35  | 31.3 | .433 | .414 | .868 | 4.3 | 1.0 | 0.9 | 0.4 | 12.5 |
| 2023–24 | Saint Mary's | 34  | 34  | 28.1 | .453 | .438 | .774 | 5.6 | 1.9 | 0.7 | 0.2 | 9.9  |
| Total   | Total        | 150 | 123 | 25.8 | .433 | .406 | .828 | 4.0 | 1.0 | 0.7 | .2  | 9.0  |

### Profesional
Tras no ser seleccionado en el draft de la NBA de 2024, se unió a los Oklahoma City Thunder para disputar la Liga de Verano de la NBA, y el 16 de julio de 2024 firmó un acuerdo dual con al franquicia.
El 22 de junio de 2025 se proclamó campeón de la NBA por primera vez en su carrera tras vencer a Indiana Pacers en la Final de la NBA (4-3).

## Estadísticas de su carrera en la NBA
|  | Denota temporadas en las que su equipo fue Campeón de la NBA |

### Temporada regular
| Año     | Equipo        | PJ | PT | MPP | %TC  | %3P  | %TL   | RPP | APP | ROB | TPP | PPP |
| ------- | ------------- | -- | -- | --- | ---- | ---- | ----- | --- | --- | --- | --- | --- |
| 2024-25 | Oklahoma City | 21 | 0  | 6.0 | .400 | .476 | 1.000 | 1.2 | .2  | .2  | .0  | 1.7 |
| Total   | Total         | 21 | 0  | 6.0 | .400 | .476 | 1.000 | 1.2 | .2  | .2  | .0  | 1.7 |